# プリスクス・アッタルス
プリスクス・アッタルス（Priscus Attalus, ? - 416年以降）は、西ゴート族の支援のもとでローマ皇帝ホノリウスの対立皇帝（在位:409年-410年、414年-415年）となった人物。
プリスクス・アッタルスは東ローマ帝国から移住してきたギリシア人で、彼の父はウァレンティニアヌス1世の時代にイタリアに移住した。アッタルスは重要なローマ帝国の元老院議員で、409年にはプラエフェクトゥス・ウルビの職にあった。彼は2度、ラヴェンナのローマ皇帝ホノリウスの対立皇帝として、西ゴート族の支援のもとでローマ皇帝に擁立された。
最初は409年に、元老院によってローマで皇帝の称号が与えられた。元老院によって帝位を否定されたラヴェンナのホノリウスは、アッタルスを共同皇帝として認める条件での講和を提案したが、アッタルスは彼の提案を拒絶し、ホノリウスとの決戦を主張した。ローマやメディオラヌムといった帝国本土の人々はアッタルスを支持したが、ホノリウスとの交渉を望んでいた西ゴート族の王アラリック1世によって廃位された。
2度目は414年に、ローマ帝国の再建を表明した西ゴート族の王アタウルフによってボルドーでローマ皇帝として擁立されたが、アタウルフが翌415年に暗殺されたことによって終わりを迎えた。その後はホノリウス派によって捕らえられて捕囚となり、416年には、ローマ市街で行われたホノリウスの凱旋式への参加を義務づけられた。その後、アッタルスはリーパリ島へ追放され、最後の日々を送った。